# Simon Werner a disparu...
Simon Werner a disparu… (in Engelstalige landen uitgebracht als Lights Out) is een Franse thriller geregisseerd door Fabrice Gobert. Hij werd hiervoor genomineerd voor de César voor beste debuut. Jules Pelissier, Ana Girardot, Arthur Mazet, Laurent Delbecque, Serge Riaboukine en Laurent Capelluto spelen de hoofdrollen. 